# 9844 Otani
9844 Otani (1989 WF1) là một tiểu hành tinh vành đai chính được phát hiện ngày 23 tháng 11 năm 1989 bởi Yoshio Kushida và Osamu Muramatsu ở đài thiên văn Nam Yatsugatake. Nó được đặt theo tên của Toyokazu Otani (1928-), first lecturer ở the Gotoh Planetarium và Astronomical Museum in Tokyo, where he worked for 32 năm until 1988. His deep knowledge of acoustics và classical music was instrumental in establishing the well-known BMG sound system, appreciated by planetarium audiences. Otani is also known as an eminent observer of the planets.